# Destrocardia
La destrocardia o dexiocardia è un raro disturbo congenito in cui il cuore si trova sul lato destro della cavità toracica. Spesso è associata ad altre anomalie dello sviluppo e, nella maggior parte dei casi, viene diagnosticata incidentalmente. Può verificarsi da sola o può essere accompagnata da un'inversione della posizione di altri organi (chiamata situs inversus totalis). La destrocardia comporta anche un cambiamento nell'orientamento del cuore, con la base rivolta all'asse dell'apice verso destra, a differenza dell'orientamento normale del cuore in cui l'apice è rivolto a sinistra. Questo cambiamento nell'orientamento la differenzia dalla destroposizione cardiaca, in cui il cuore è spostato verso il lato destro a causa di cause extracardiache, come un'ernia diaframmatica, una pneumonectomia destra o un'ipoplasia del polmone destro. Nella destrocardia tipica, l'anatomia intracardiaca è anche invertita, definita situs inversus. Quando la destrocardia è associata a una posizione normale di altre strutture toraco-addominali, viene chiamata situs solitus.

## Clinica

### Eziologia
L'eziologia esatta della destrocardia è sconosciuta, tuttavia, si ritiene che sia secondaria alla posizione anomala degli organi durante lo sviluppo embrionale. La sindrome di Kartagener è un disturbo ereditario della motilità ciliare causato da una mutazione autosomica recessiva ed è associato a sinusite cronica, bronchiectasie e destrocardia. L'eterotassia è un'altra condizione ereditaria che porta a una malposizione degli organi interni e dei vasi ed è causata da un difetto di lateralizzazione durante lo sviluppo embrionale. Le persone con eterotassia potrebbero presentare anche altri disturbi congeniti associati che coinvolgono gli organi addominali, la malrotazione intestinale, le anomalie venose sistemiche, le connessioni venose polmonari anomale e l'asplenia.

### Epidemiologia
La destrocardia è una condizione molto rara e studi hanno rivelato tassi di incidenza della destrocardia di circa 1 su 12'000 gravidanze. La sindrome di Kartagener ha un tasso di incidenza di circa 1 su 30'000 nati vivi e il situs inversus totalis è stato osservato in circa il 50% dei pazienti con displasia ciliare primaria. La destrocardia isolata è stata osservata nel 0,6% dei pazienti con displasia ciliare primaria. Non è stata descritta alcuna predilezione etnica o di genere per la destrocardia.

### Fisiopatologia
La destrocardia si verifica a causa di anomalie nello sviluppo embriologico del cuore. Il cuore è il primo organo a svilupparsi in un embrione da un tubo cardiaco embrionale, che si forma dalla fusione dei tubi endocardiali. Il tubo cardiaco si collega all'aspetto cranico del tronco arterioso e l'aspetto caudale è collegato ai canali venosi. Una volta che il tubo cardiaco è formato, il passo successivo importante nello sviluppo del cuore è il looping. Il looping determina la posizione del ventricolo rispetto agli atri. Il tubo cardiaco può fare un loop verso destra (chiamato D-loop) o verso sinistra (chiamato L-loop). Con un D-loop, il ventricolo destro morfologico si trova a destra del ventricolo sinistro, mentre con un L-loop, il ventricolo destro morfologico è posizionato a sinistra del ventricolo sinistro. Se un loop D-bulboventricolare non riesce a migrare nel lato sinistro del torace, può risultare in una destrocardia con il cuore nel lato destro del torace. Allo stesso modo, se un loop L-bulboventricolare completa la rotazione nel lato destro del torace, il cuore può trovarsi nel lato destro del torace. Non è del tutto chiaro quali circostanze portino a queste aberrazioni nello sviluppo embrionale; tuttavia, è stata implicata un'associazione con un difetto nella dinina o nella motilità ciliare.

### Sintomatologia
La destrocardia di per sé è asintomatica, mentre la destrocardia con situs inversus e la sindrome di Kartagener può presentare una serie di sintomi a seconda delle anomalie associate. La storia clinica e anamnesi di questi pazienti potrebbe rivelare sintomi come cianosi, dispnea, ritardo nella crescita, affaticamento, itterizia, pallor, ridotta tolleranza all'esercizio, infezioni sinusali o polmonari ripetute, idrocefalo, aritmie con possibili blocchi atrioventricolari e ostruzione intestinale. L'esame fisico di un paziente con destrocardia può mostrare cianosi, clubbing, un impulso apicale prominente sul lato destro del torace e suoni cardiaci facilmente udibili sul lato destro del torace.

### Diagnosi
La destrocardia viene spesso diagnosticata in maniera accidentale durante esami radiologici di routine, che rivelano una posizione anomala del cuore. L'elettrocardiogramma può anche rivelare la presenza di destrocardia attraverso deviazione del piano elettrico a destra, inversione di tutti i complessi nell'elettrodo I, onda P positiva in AVL e assenza di progressione dell'onda R nei derivati anteriori. La reversibilità degli arti può produrre risultati simili all'elettrocardiogramma, ma con un modello ECG normale nei derivati precordiali. L'ecocardiogramma, la tomografia computerizzata del torace e la risonanza magnetica del torace possono aiutare a valutare la destrocardia e le anomalie associate. Il prelievo tramite tampone rinofaringeo e le misurazioni dell'ossido nitrico nasale sono test di screening utilizzati per diagnosticare la sindrome di Kartagener. La tomografia del torace può rivelare bronchiectasie e destrocardia in questi pazienti. I test genetici e la microscopia elettronica sono altre modalità disponibili per confermare la diagnosi di disfunzione ciliare primaria.

### Trattamento
La maggior parte dei pazienti con destrocardia è asintomatica e conduce una vita normale.
La gestione della destrocardia varia a seconda della presenza di altre anomalie congenite. Nei pazienti che presentano altre malformazioni cardiache associate, come difetti delle pareti del cuore, malposizione dei vasi sanguigni, tetralogia di Fallot, difetti del setto, gravi anomalie valvolari, potrebbe essere necessaria la ricostruzione chirurgica. Nei seguenti casi specifici:
- Blocchi cardiaci e anomalie elettriche. I pazienti con blocchi cardiaci e anomalie del sistema elettrico cardiaco devono essere valutati per il posizionamento di un pacemaker.[23]
- Gestione della disfunzione ciliare primaria. Non esiste ancora una terapia e la sua gestione dovrebbe coinvolgere l'uso di mucolitici ed espettoranti per eliminare le secrezioni.
- Infezioni respiratorie. Gli antibiotici potrebbero essere necessari per combattere le infezioni respiratorie dovute a infezioni batteriche, soprattutto nei pazienti con asplenia associata.[24]
- Bronchiectasie gravi. Nei pazienti con bronchiectasie gravi che influiscono sulla qualità della vita, dovrebbe essere presa in considerazione la chirurgia di resezione polmonare.[25]
- Occlusione intestinale nei neonati. I neonati possono presentare occlusione intestinale che richiede una gestione chirurgica per prevenire complicazioni potenzialmente letali.[26]
- Trapianto di cuore. I pazienti con destrocardia e complesse malformazioni cardiache congenite potrebbero richiedere un trapianto di cuore con la ricostruzione dei percorsi venosi per ospitare un cuore donatore normale.[27]

### Diagnosi differenziale
La diagnosi differenziale per un cuore posizionato sul lato destro della cavità toracica è molto limitata. Tuttavia, la destrocardia deve essere differenziata da:
- Destroposizione cardiaca. Il cuore è spostato verso il lato destro a causa di cause extracardiache, come un'ernia diaframmatica, una pneumonectomia destra o un'ipoplasia del polmone destro.
- Sindrome di Kartagener. La destrocardia situs inversus è accompagnata dalla discinesia ciliare primaria.
- Destroversione. Il cuore è posizionato in modo anormale verso destra e ruotato.
- Trasposizione dei grandi vasi. I vasi principali del cuore si connettono al contrario con un'inversione delle camere cardiache.
- Eterotassia. Gli organi interni specchiati non si sviluppano o non funzionano correttamente.
- Difetto del cuscinetto endocardico. Un'anomalia congenita che coinvolge il cuscinetto endocardico durante lo sviluppo del cuore.